# GNU FreeIPMI
FreeIPMI est l'implémentation des spécifications IPMI réalisée et maintenue pour le projet GNU sous la forme d'une suite logicielle constituée d'utilitaires et de bibliothèques logicielles. Ce logiciel a été créé par Anand Babu (AB) Periasamy en 2002, est devenu un paquet GNU en 2004 et est maintenu depuis 2010 par Albert Chu au sein du Laboratoire national Lawrence Livermore.
Il est basé sur les spécifications v1.5/2.0 d'IPMI. La spécification IPMI définit un ensemble d'interfaces pour la gestion de plate-forme et est implémentée par un nombre de fournisseurs pour la gestion du système. Les fonctionnalités d'IPMI qui intéresseront la plupart des utilisateurs sont la surveillance des capteurs, la surveillance des événements système, le contrôle de l'alimentation et le protocole SOL (serial-over-LAN). Un certain nombre de fonctionnalités utiles pour les grands environnements HPC ou cluster ont également été implémentées dans GNU FreeIPMI.
FreeIPMI est notamment utilisé par le laboratoire national du Département pour l’Energie (DOE), situé à Livermore, à l’est de la baie de San Francisco.

## Caractéristiques techniques
- Surveillance électrique: température des processeurs, vitesse du ventilateur
- Contrôle à distance
- Gestion de la connectique du réseau local.
- Surveillance des évènements système

GNU FreeIPMI est basé sur les versions v1.5/2.0 de la spécification IPMI.

## Anand Babu Periasamy
Informaticien, entrepreneur et business angel installé en Californie. Auteur et mainteneur de FreeIPMI dans les années 2000, Anand Babu (AB) Periasamy est surtout connu comme cofondateur de Gluster, une start-up indienne rachetée par Red Hat en 2011. Il est également cofondateur de MinIO (en), une plateforme de stockage en nuage (en), et le constructeur de l'un des supercalculateurs des années 2000 les plus puissants au monde,, pour le compte du laboratoire du département de l'Énergie des États-Unis au sein duquel GNU FreeIPMI est maintenu depuis 2010 par Albert Chu. Il a été aussi membre du conseil d'administration de la Free Software Foundation India.